# Pepperoni

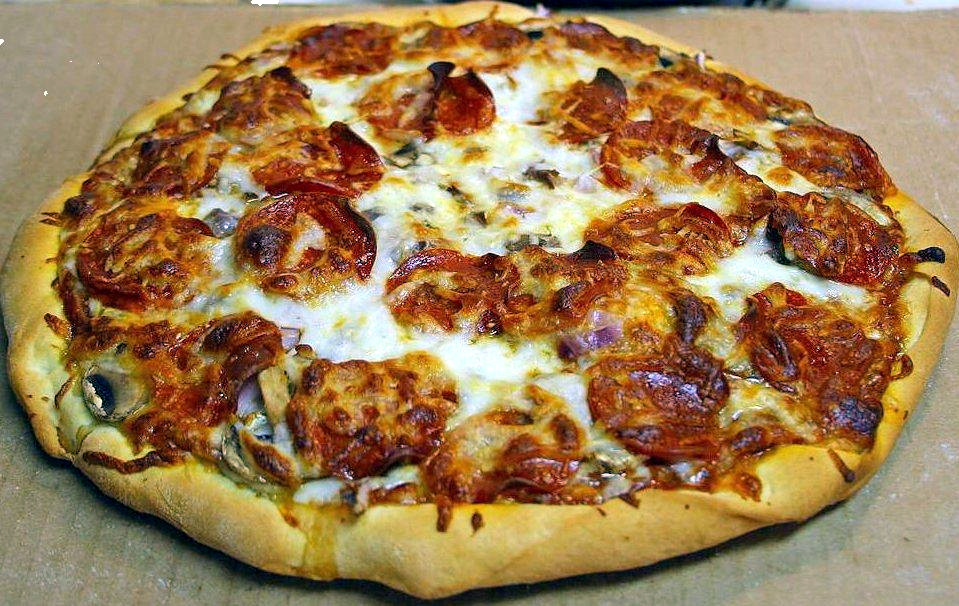
El pepperoni en rodajas es un ingrediente típico de la pizza

El pepperoni o peperoni es una variedad de salami con pimiento de la cocina estadounidense. El pepperoni es característicamente suave, ligeramente ahumado y de color rojo brillante. El pepperoni en rodajas finas es un ingrediente popular en las pizzas de los Estados Unidos.

## Etimología
El término pepperoni es un préstamo del italiano peperoni, plural de peperone ‘pimiento’. El primer uso de pepperoni para referirse a una salchicha data de 1919. En italiano, la palabra peperoncino (diminutivo de peperone) se refiere a los pimientos picantes.

## Historia
El pepperoni es una creación italoestadounidense. Es una salchicha seca curada, con similitudes con el salami picante de la Italia meridional, como la salchicha italiana o la soppressata. Las principales diferencias son que el pepperoni tiene un grano más fino (similar al salami sin especias de Milán), generalmente es más suave y se produce con el uso de tripas de salchichas. El pepperoni se produce en masa para satisfacer la demanda de la salchicha. En los Estados Unidos, el pepperoni se ha convertido en un ingrediente generalizado para la pizza.

## Producción
El pepperoni generalmente está hecho de una mezcla de carne de cerdo y de res. También se suele usar la carne de pavo como substituto, pero el uso de aves de corral en pepperoni debe etiquetarse adecuadamente en los Estados Unidos.
Su curado (generalmente hecho con nitratos o nitritos para proteger contra el botulismo) también contribuye al color rojizo del pepperoni, al reaccionar con el hemo en la mioglobina de los componentes proteínicos de la carne.